# Satyrium (orquídea)
Satyrium é um género botânico pertencente à família Orchidaceae, composto por 83 espécies terrestres, muito raramente epífitas, dispersas pela África tropical e setentrional, Madagascar, Ilhas Comores e Reunião, Iemen, Sri-Lanka, e subcontinente indiano até o sudoeste da China e Mianmar, geralmente em áreas montanhosas ou de clima temperado, com maior concentração na África do Sul. Junto com Pachites forma a subtribo Satyriinae de Diseae. O nome deste gênero vem do grego satyrus, sátiro, figura mitológica meio homem meio bode, em referência ao labelo de suas flores que apresenta dois calcares.
As espécies de Satyrium encontram-se adaptadas a diversas condições ambientais. Na África do Sul, são comuns sob luz solar direta, em solos arenosos, e mesmo rupícolas, tanto em encostas como areias costeiras. Mais ao norte, na África tropical, habitam tanto áreas de savanas como alagadiços ao longo das correntezas ou sobre pedras cobertas de musgo. Na Ásia são encontradas tanto em campinas de elevadas altitudes como no solo de florestas sujeitas às monções. A floração da grande maioria das espécies aparentemente é estimulada por incêndios ocasionais.
Satyrium é um gênero que comporta plantas anuais muito variáveis, dotadas de poucas raízes que apresentam tubérculos que origina plantas de caules, em regra lisos, com até oitenta centímetros de altura, com poucas folhas basais ou caulínias. A inflorescência apresenta brácteas esverdeadas, ocasionalmente brancas ou róseas, não se ramifica e comporta pequenas flores terminais não ressupinadas de cores diversas, com sépalas e pétalas parecidas, frequentemente unidas na base. O labelo é côncavo até elmiforme prolongando-se em dois calcares na base, raramente quatro. A coluna é variável e auriculada e contém duas polínias. A polinização das flores de Satyrium, as quais apresentam enorme variabilidade morfológica, dá-se por diversos tipos de moscas, borboletas, mariposas, abelhas e mesmo pássaros.
Aparentemente Satyrium passa por ativo ciclo evolutivo e a variabilidade de suas espécie deriva da multiplicidade de agentes polinizadores diferentes decorrentes de sua ampla dispersão, e também de acentuada tendência de hibridização natural, criando grande gama de grupos de plantas cuja identidade exata é de difícil determinação.
Em 1999 foi publicada uma revisão das espécies de Satyrium baseada em caracteres morfológicos, na qual se dividia o gênero em três subgêneros, Brachysaccium, Bifidum, e Satyrium. No entanto, análises moleculares de 2005 parecem indicar, que estes três subgêneros não são monofiléticos, e mesmo lançam algumas dúvidas sobre o correto  posicionamento da subtribo Satyriinae em Diseae, aventando a hipótese de ser na realidade mais proximamente relacionada a outros grupos da subfamília Orchidoideae, principalmente Orchideae.